# Autorización de devolución de mercancía
Una autorización de devolución (o de retorno) de mercancía, conocido por las siglas inglesas RMA (Return Merchandise Authorization) o RGA (Return Goods Authorization) se usa en distribuidores o corporaciones como parte del proceso de devolución de un producto para recibir un reembolso, reemplazo o reparación durante el período de garantía del producto. El comprador del producto debe ponerse en contacto con el fabricante (o distribuidor o minorista) para obtener una autorización para devolver el producto. El número RMA o RGA resultante debe mostrarse o incluirse en el envoltorio del producto devuelto; no se aceptan devoluciones sin este número. Algunos distribuidores contratan a empresas privadas para realizar esta tarea.

## Autorización de devolución de mercancías
La emisión de un RMA/RGA es un momento clave en el ciclo de la logística inversa, proporcionando al proveedor una última oportunidad para diagnosticar y corregir el problema del cliente con el producto (como una instalación o configuración inadecuada) antes de que el cliente renuncie permanentemente a la propiedad del producto al fabricante, comúnmente referido como una devolución. Como las devoluciones son costosas para el vendedor e inconvenientes para el cliente, cualquier retorno que se pueda prevenir beneficia a ambas partes.

### Etiquetas de RMA
En muchos casos, las etiquetas de envío de devolución son proporcionadas por el proveedor de transporte o por el cartero. Las etiquetas RMA a menudo incluirán el número RMA emitido.

## Gestión de devoluciones
La mercancía devuelta requiere seguimiento después de la devolución. El producto tiene un segundo ciclo de vida después de la devolución.
Un aspecto importante de la gestión de RMA es aprender de las tendencias de la RMA para evitar más retornos. Las RMA pueden minimizarse de varias maneras.
A veces, las devoluciones se reducen al reducir los errores de transacción antes de que la mercancía salga del vendedor. Proporcionar información adicional a los consumidores también reduce los retornos.

## Importancia
Para mejorar el negocio de logística inversa mediante la optimización de las funciones clave para la Gestión de Devoluciones, tales como materiales de retorno autorizaciones, el enrolamiento, la recepción, la reparación, el envasado, el envío y la facturación.

## Devolver al vendedor
Devolver al vendedor o RTV (del inglés 'Return to vendor') se refiere al proceso en el que las mercancías se devuelven al proveedor original en lugar del distribuidor. En muchos casos el RTV es originalmente devuelto al comerciante por el consumidor final. Mientras que las transacciones RMA generalmente ocurren entre el comerciante y vendedor, en algunos casos el consumidor final devolverá el producto directamente al vendedor, evitando el distribuidor.